# Aihen Muñoz
Pour les articles homonymes, voir Muñoz.
Aihen Muñoz, né le 16 août 1997 à Etxauri en Espagne, est un footballeur espagnol qui évolue au poste d'arrière gauche à la Real Sociedad.

## Biographie
Natif de Etxauri en Espagne, Aihen Muñoz est formé par la Real Sociedad, où il passe la plus grande partie de sa formation.
Dans les équipes de jeunes, il joue au poste d'ailier gauche, jusqu'à ce qu'il intègre l'équipe réserve du club, la Real Sociedad B, où il redescend d'un cran et se stabilise au poste d'arrière latéral gauche. 
Le 6 janvier 2019, Muñoz joue son premier match avec l'équipe première, lors d'une rencontre de Liga face au Real Madrid, au stade Santiago-Bernabéu. Titulaire ce jour-là, il est remplacé à la 84e minute par Igor Zubeldia, et son équipe remporte la partie sur le score de deux buts à zéro. 
En tout, il prend part à onze rencontres de championnat lors de cette saison 2018-2019, sa première en Liga Santander, se retrouvant même dans un rôle de titulaire sur les derniers matchs.
Le 23 avril 2019, il prolonge son contrat avec le club jusqu'en 2022, et le 9 juin suivant il est officiellement promu dans l'équipe première.
Le 17 août 2019, il est titulaire au poste de latéral gauche lors de la 1ère journée du Championnat d'Espagne de football 2019-2020 contre le FC Valence, au stade de Mestalla.
Il inscrit son premier but en professionnel le 1er décembre 2021, lors d'une rencontre de coupe d'Espagne face au CF Panadería Pulido (en). Son équipe s'impose largement par quatre buts à zéro ce jour-là. Quelques jours plus tard, il prolonge son contrat jusqu'en juin 2024.
En janvier 2024, il subit une rupture du ligament croisé antérieur du genou gauche lors d'un match de Liga.

## Statistiques

### Statistiques détaillées
| Saison                | Club                  | Championnat           | Championnat | Championnat | Coupe(s) nationale(s) | Coupe(s) nationale(s) | Compétition(s) continentale(s) | Compétition(s) continentale(s) | Compétition(s) continentale(s) | Total | Total |
| Saison                | Club                  | Division              | M.          | B.          | M.                    | B.                    | Comp.                          | M.                             | B.                             | M.    | B.    |
| 2018-2019             | Real Sociedad         | Liga                  | 11          | 0           | -                     | -                     | -                              | -                              | -                              | 11    | 0     |
| 2019-2020             | Real Sociedad         | Liga                  | 15          | 0           | 5                     | 0                     | -                              | -                              | -                              | 20    | 0     |
| 2020-2021             | Real Sociedad         | Liga                  | 16          | 0           | 1                     | 0                     | C3                             | 2                              | 0                              | 19    | 0     |
| 2021-2022             | Real Sociedad         | Liga                  | 20          | 0           | 3                     | 1                     | C3                             | 8                              | 0                              | 31    | 1     |
| 2022-2023             | Real Sociedad         | Liga                  | 23          | 0           | 3                     | 0                     | C3                             | 1                              | 0                              | 27    | 0     |
| 2023-2024             | Real Sociedad         | Liga                  | 21          | 0           | 2                     | 0                     | C1                             | 6                              | 0                              | 29    | 0     |
| Total sur la carrière | Total sur la carrière | Total sur la carrière | 106         | 0           | 14                    | 1                     | -                              | 17                             | 0                              | 137   | 1     |

## Palmarès

### En club
Avec la Real Sociedad, Aihen Muñoz remporte la Coupe d'Espagne en 2020.